# كسينيا سينيتسينا

كسينيا سينيتسينا (مواليد 5 أغسطس 2004) هي لاعبة تزلج فني على الجليد روسية، فازت بالميدالية الفضية في أولمبياد الشباب 2020.